# Baudhgarh
Baudhgarh là một thị xã và là nơi đặt Ủy ban khu vực quy hoạch (notified area committee) của quận Baudh thuộc bang Orissa, Ấn Độ.

## Nhân khẩu
Theo điều tra dân số năm 2001 của Ấn Độ, Baudhgarh có dân số 17.996 người. Phái nam chiếm 52% tổng số dân và phái nữ chiếm 48%. Baudhgarh có tỷ lệ 72% biết đọc biết viết, cao hơn tỷ lệ trung bình toàn quốc là 59,5%: tỷ lệ cho phái nam là 81%, và tỷ lệ cho phái nữ là 62%. Tại Baudhgarh, 12% dân số nhỏ hơn 6 tuổi.